# 北緯51度線
北緯51度線是地球赤道平面以北51度的緯線。它穿過歐洲、亞洲、太平洋、北美洲和大西洋。夏至時日照時間約16時33分，冬至日照時間約7時55分。
德國圖林根邦首府艾爾福特位於北緯51度線之上，其門戶埃爾福特-魏瑪機場位於北緯51度線以南。倫敦，作為英國及英格蘭的首都，位於北緯51.5度線上，為北緯51度及北緯52度線之間最大的城市。

## 界線所經
自本初子午線開始、向東，北緯51度線經過以下國家、地區或海域：
| 地理座標                             | 國家・地區・海域 | 備註 |
| ------------------------------------ | ---------------- | --- |
| 51°0′N 0°0′E / 51.000°N 0.000°E      | 英国             | 英格蘭 |
| 51°0′N 0°58′E / 51.000°N 0.967°E     | 多佛海峽         | 英吉利海峽最狹窄處 |
| 51°0′N 2°0′E / 51.000°N 2.000°E      | 法國             | 北部-加來海峽（通過敦克爾克及法國最北端南方） |
| 51°0′N 2°34′E / 51.000°N 2.567°E     | 比利时           | 佛萊明大區（通過根特南方） |
| 51°0′N 5°46′E / 51.000°N 5.767°E     | 荷蘭             | 林堡省（約10公里） |
| 51°0′N 5°54′E / 51.000°N 5.900°E     | 德国             | 北萊茵-西發利亞 （通過 科隆 北方） 黑森 圖林根 （通過 艾森纳赫 北方、 魏玛 北方、 艾爾福特 中心、 阿尔滕堡 ） 薩克森-安哈特 圖林根 薩克森 （通過 德勒斯登 南方） |
| 51°0′N 14°15′E / 51.000°N 14.250°E   | 捷克             | 烏斯季州（約21公里） |
| 51°0′N 14°34′E / 51.000°N 14.567°E   | 德国             | 薩克森（約25公里） |
| 51°0′N 14°55′E / 51.000°N 14.917°E   | 波蘭             | 約3公里 |
| 51°0′N 14°58′E / 51.000°N 14.967°E   | 捷克             | 約8公里 |
| 51°0′N 15°6′E / 51.000°N 15.100°E    | 波蘭             | 約3公里 |
| 51°0′N 15°8′E / 51.000°N 15.133°E    | 捷克             | 約3公里 |
| 51°0′N 15°10′E / 51.000°N 15.167°E   | 波蘭             | 下西利西亞省（通過弗羅茨瓦夫南方） |
| 51°0′N 23°57′E / 51.000°N 23.950°E   | 乌克兰           | 沃倫州 羅夫諾州 日托米爾州 基輔州 切爾尼戈夫州 蘇梅州 切爾尼戈夫州 蘇梅州                                                                                        |
| 51°0′N 35°20′E / 51.000°N 35.333°E   | 俄羅斯           | 库尔斯克州 別爾哥羅德州 沃羅涅日州 伏爾加格勒州 薩拉托夫州 |
| 51°0′N 49°19′E / 51.000°N 49.317°E   |                  | 西哈薩克斯坦州 |
| 51°0′N 54°11′E / 51.000°N 54.183°E   | 俄羅斯           | 約26公里 |
| 51°0′N 54°33′E / 51.000°N 54.550°E   |                  | 約15公里 |
| 51°0′N 54°46′E / 51.000°N 54.767°E   | 俄羅斯           | 奧倫堡州 |
| 51°0′N 56°29′E / 51.000°N 56.483°E   |                  | 約10公里 |
| 51°0′N 56°37′E / 51.000°N 56.617°E   | 俄羅斯           | 約9公里 |
| 51°0′N 56°45′E / 51.000°N 56.750°E   |                  | 阿克托貝州 |
| 51°0′N 57°18′E / 51.000°N 57.300°E   | 俄羅斯           | 奧倫堡州（約32公里） |
| 51°0′N 57°45′E / 51.000°N 57.750°E   |                  | 阿克托貝州 |
| 51°0′N 58°36′E / 51.000°N 58.600°E   | 俄羅斯           | 奧倫堡州 |
| 51°0′N 61°30′E / 51.000°N 61.500°E   |                  | 阿克托貝州 庫斯塔奈州 阿克莫拉州 （通過 阿斯塔納 南方） 卡拉干達州 巴甫洛達爾州 東哈薩克斯坦州                                                                   |
| 51°0′N 79°53′E / 51.000°N 79.883°E   | 俄羅斯           | 阿爾泰邊疆區 |
| 51°0′N 80°28′E / 51.000°N 80.467°E   |                  | 東哈薩克斯坦州 |
| 51°0′N 81°5′E / 51.000°N 81.083°E    | 俄羅斯           | 阿爾泰邊疆區 |
| 51°0′N 83°7′E / 51.000°N 83.117°E    |                  | 約5公里 |
| 51°0′N 83°11′E / 51.000°N 83.183°E   | 俄羅斯           | 約2公里 |
| 51°0′N 83°13′E / 51.000°N 83.217°E   |                  | 約15公里 |
| 51°0′N 83°26′E / 51.000°N 83.433°E   | 俄羅斯           | 阿爾泰邊疆區 阿爾泰共和國 圖瓦共和國 |
| 51°0′N 97°50′E / 51.000°N 97.833°E   | 蒙古国           | 庫蘇古爾省 |
| 51°0′N 102°15′E / 51.000°N 102.250°E | 俄羅斯           | 布里亞特共和國 外貝加爾邊疆區 |
| 51°0′N 119°37′E / 51.000°N 119.617°E | 中国             | 內蒙古自治區 黑龍江省 |
| 51°0′N 127°0′E / 51.000°N 127.000°E  | 俄羅斯           | 阿穆爾州 哈巴羅夫斯克邊疆區 |
| 51°0′N 140°38′E / 51.000°N 140.633°E | 韃靼海峽         | |
| 51°0′N 142°14′E / 51.000°N 142.233°E | 俄羅斯           | 薩哈林州（庫頁島） |
| 51°0′N 143°36′E / 51.000°N 143.600°E | 鄂霍次克海       | |
| 51°0′N 156°46′E / 51.000°N 156.767°E | 俄羅斯           | 堪察加邊疆區（堪察加半島） |
| 51°0′N 156°51′E / 51.000°N 156.850°E | 太平洋           | 通過 美国阿拉斯加州阿馬蒂格納克島南方 · 通過 加拿大不列顛哥倫比亞溫哥華島北方                                                                                    |
| 51°0′N 127°31′W / 51.000°N 127.517°W | 加拿大           | 不列顛哥倫比亞 亞伯達 （通過 卡加利 中心） 薩斯喀徹溫 曼尼托巴 安大略 魁北克                                                                                     |
| 51°0′N 58°48′W / 51.000°N 58.800°W   | 聖羅倫斯灣       | |
| 51°0′N 57°3′W / 51.000°N 57.050°W    | 加拿大           | 紐芬蘭與拉布拉多（紐芬蘭島） |
| 51°0′N 55°50′W / 51.000°N 55.833°W   | 大西洋           | 通過 加拿大紐芬蘭與拉布拉多格雷島北方 |
| 51°0′N 4°32′W / 51.000°N 4.533°W     | 英国             | 英格蘭（通過南安普敦北方） |

## 俄屬北美

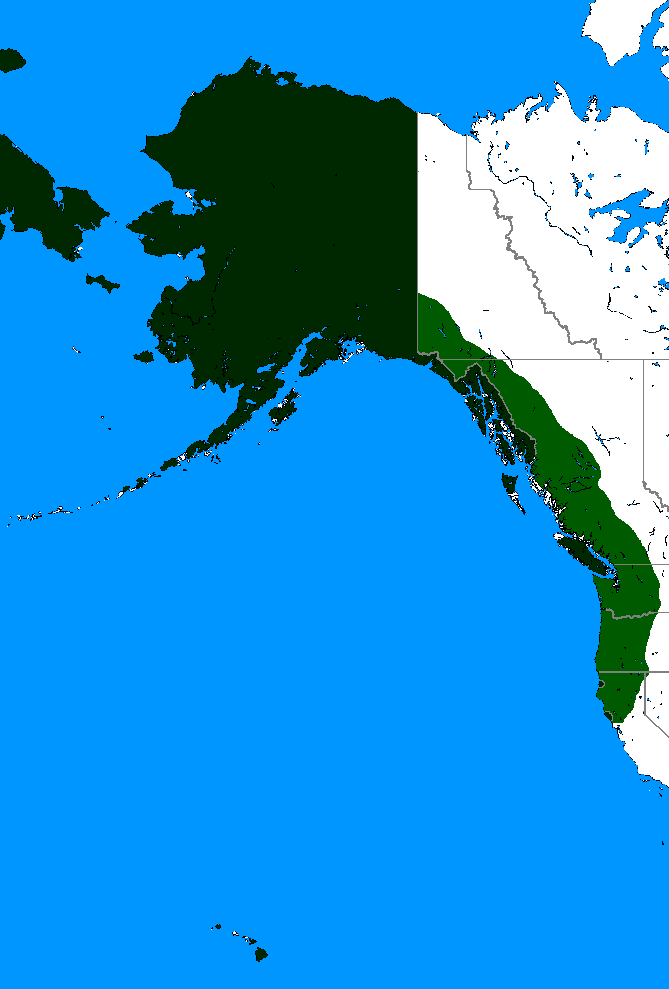
19世紀時俄羅斯宣稱在北美洲的領土

1799年，俄羅斯帝國皇帝保羅一世發布政令，建立俄美公司。該特許公司被授予壟斷控制今阿拉斯加州北緯55度線以北的地區。它還被授予往南方佔領的權利，只要南方的土地還沒被佔據或尚未隸屬於其他國家。1821年，俄美公司更新特許證，同年9月俄羅斯發布政令，宣告俄羅斯的主權範圍向南擴張至北緯45度50分線，該緯線以北水域禁止外國船隻駛入。剛開始因為美國和英國的抗議，到1822年修改為北緯51度線。隨後的談判及俄美1824年條約、聖彼得堡條約清楚的確立了俄屬北美的永久南界：北緯54度40分線。